# GMP-Verlag Peither
Der GMP-Verlag Peither AG (bis 2019 Maas & Peither AG GMP Verlag) ist ein deutscher Fachverlag. Er ist auf Verlagsprodukte zum Thema Good Manufacturing Practice (GMP) für Pharmaunternehmen und deren Lieferanten spezialisiert.
Der Firmensitz der 1999 gegründeten Gesellschaft befindet sich in Schopfheim, im Einzugsbereich von Basel, unweit der Grenze zur Schweiz und zu Frankreich. 
Die GMP Publishing Peither, Inc. (gegründet 2009, bis 2019 Maas & Peither America) ist eine 100%ige Tochtergesellschaft.

## Programm
Der Verlag veröffentlicht GMP-Fachliteratur als digitale Wissensportale, Loseblattsammlungen, E-Learnings, Bücher, E-Books und Downloads.
- Der GMP BERATER wird von mehr als 80 Fachautoren verfasst, laufend aktualisiert und ist in vielen Fachbibliotheken vertreten.[1]
- GMP Compliance Adviser (engl.), ein Online-Wissensportal zum Thema Good Manufacturing Practice
- GMP:KnowHow, Lern- und Nachschlageportale zu Anlagenqualifizierung und Pharmalogistik.
- SOP-Sammlung, eine Arbeitshilfe für Unternehmen in der kommerziellen Herstellung von Arzneimitteln und deren Distribution
- GMP-Risikoanalysen, Vorlagen für die Erstellung von technischen GMP-bezogenen Risikoanalysen.

Die GMP-Fachwissen-Reihe umfasst die Themen Labor, Distribution, Qualitätswesen, Technik und Herstellung.